# Aldo de Luca
Pour les articles homonymes, voir de Luca.
Aldo de Luca (né à Naples le 30 novembre 1941, où il est mort le 16 octobre 2018) est un  informaticien théoricien et mathématicien italien, spécialiste de combinatoire des mots, et de théorie des demi-groupes. Professeur à l'université de Naples - Frédéric-II, il a eu une influence déterminante sur le développement de l’informatique théorique en Italie.

## Biographie
Aldo de Luca obtient son diplôme en physique à l'université de Naples en 1964. Ses premières recherches scientifiques s'effectuent à Naples, dans le groupe de cybernétique d'Eduardo Caianiello (en) à l'Institut de physique théorique de l'Université de Naples. L'école Automata Theory organisée par Caianiello à Ravello en 1964, avec la participation de Martin Davis, Warren McCulloch, Maurice Nivat, Michael Rabin et Marcel-Paul Schützenberger et notamment la rencontre avec Schützenberger, a une influence déterminante sur l'orientation scientifique d'Aldo de Luca. De 1967 à 1981, Aldo de Luca est chercheur à l’Institut de cybernétique du Consiglio Nazionale delle Ricerche (CNR) à Arco Felice. En 1972/1973, Schützenberger est professeur invité à l'Institut de Cybernetique , et Aldo de Luca, sous son influence, oriente sa recherche vers la théorie des langages, la théorie des codes et la combinatoire des mots.
En 1980, de Luca devient professeur d'informatique à l'université de Naples - Frédéric-II, puis à l'université de Rome « La Sapienza », où est professeur d'informatique jusqu'en 2003. Il est aussi plusieurs années au centre interdisciplinaire « B. Segre » de l'Académie des Lyncéens. En 2003, il retourne à l'université de Naples  comme professeur titulaire d'informatique jusqu'en 2010, puis comme professeur émérite.

## Recherche
Les intérêts de recherche d'Aldo de Luca recouvraient un large spectre d'études en informatique théorique et ses applications, notamment la théorie des automates et des langages formels, les demi-groupes, la combinatoire des mots et les algorithmes sur les mots et leur application à l'analyse de l’ADN, la théorie des codes et la théorie de l'information, l'algorithmique des réseaux neuronaux.
Parmi ses travaux qui ont eu le plus d'impact, il y a l'article « On noncounting regular classes » avec Stefano Varricchio où ils résolvent une conjecture formulée en 1969 par Janusz Brzozowski. Son article « Sturmian words: structure, combinatorics, and their arithmetics » est à la base d'importants développements et extensions dans la théorie des  mots sturmiens. Une vue d'ensemble est donnée dans l'article « On an involution of Christoffel words and Sturmian morphisms » de 2008 avec Valérie Berthé et Christophe Reutenauer. Son article « Words and special factors »  avec Arturo Carpi introduit une nouvelle approche de l'étude des mots en associant à chaque mots certains paramètres reliés à sa structure répétitive. 
Aldo de Luca a écrit deux livres, le premier avec Stefano Varricchio, Finiteness and Regularity in Semigroups and Formal Languages, le deuxième,  Teoria degli Automi Finiti, est un cours de théorie des automates et des langages formulée dans un cadre algébrique. 
Aldo de Luca est un des membres du groupe M. Lothaire : il a contribué avec Stefano Varricchio le chapitre
« Sesquipowers » au livre Algebraic Combinatorics on Words.
Aldo de Luca a eu comme élèves Clelia  De  Felice,  Arturo Carpi, Stefano Varricchio, Flavio D’Alessandro, Alessandro De Luca et Michelangelo Bucci. Parmi ses coauteurs, il y notamment Antonio Restivo, Dominique Perrin, Arturo Carpi.

## Publications
Livres
- (en) Aldo de Luca et Flavio D’Alessandro, Teoria degli automi finiti (Theory of finite automata), Milan, Springer, coll. « Unitext 68. La Matematica per il 3+2 », 2013, xi+315 (ISBN 978-88-470-5473-8 et 978-88-470-5474-5, zbMATH 06196810).
- (it) Aldo de Luca et Stefano Varricchio, Finiteness and regularity in semigroups and formal languages, Berlin, Springer, coll. « EATCS Monographs on Theoretical Computer Science », 1999, x+240 (zbMATH 0935.68056).

Articles (sélection)
- Aldo de Luca et Stefano Varricchio, « On noncounting regular classes », Theoretical Computer Science, vol. 100, no 1,‎ 1992, p. 67–104 (DOI 10.1016/0304-3975(92)90364-L, lire en ligne).
- Aldo de Luca, « Sturmian words: structure, combinatorics, and their arithmetics », Theoretical Computer Science, vol. 183, no 1,‎ 1997, p. 45–82 (DOI 10.1016/S0304-3975(96)00310-6, lire en ligne).
- Arturo Carpi et Aldo de Luca, « Words and special factors », Theoretical Computer Science, vol. 259, nos 1-2,‎ 2001, p. 145–182 (DOI 10.1016/S0304-3975(99)00334-5, lire en ligne).
- Valérie Berthé, Aldo de Luca et Christophe Reutenauer, « On an involution of Christoffel words and Sturmian morphisms », European Journal of Combinatorics, vol. 29, no 2,‎ 2008, p. 535–553 (DOI 10.1016/j.ejc.2007.03.001, lire en ligne).

## Hommages
- Un volume spécial (volume 834) de la revue Theoretical Computer Science| contient des articles dédiés à la mémoire d'Aldo De Luca.
- Redazione, « Lutto all'Università Federico II: addio al Prof. Aldo De Luca », NapoliToday, 18 octobre 2018 (consulté le 18 mai 2019).
- Clelia de Felice, Gabriele Fici et Antonio Restivo, « In memoriam Aldo de Luca (1941-2018) », Bulletin de l'EATCS, EATCS, no 127, février 2019 (consulté le 18 mai 2019).
- Clelia De Felice, Dominique Perrin et Antonio Restivo, « Aldo De Luca 1941–2018 », Semigroup Forum, vol. 99, no 2,‎ 2019, p. 205–213 (ISSN 0037-1912, DOI 10.1007/s00233-019-10034-z)
- Clelia De Felice, Dominique Perrin et Antonio Restivo, « Aldo de Luca (1941-2018) », Theoretical Computer Science, vol. 834,‎ 2020, p. 1–2 (DOI 10.1016/j.tcs.2020.05.041).